# Dimenticarti è poco
Dimenticarti è poco è il trentottesimo singolo del cantautore italiano Biagio Antonacci, entrato in rotazione radiofonica il 25 gennaio 2013 come quinto estratto dal dodicesimo album in studio Sapessi dire no.

## Il brano
La canzone, scritta e interpretata da Biagio Antonacci, racconta la fine di un grande amore, il ricordo struggente di una donna che ha lasciato ferite insanabili nel cuore dell'amato.

## Tracce
Testi e musiche di Biagio Antonacci; edizioni musicali Basta Edizioni Musicali S.r.l..
1. Ti dedico tutto – 3:09

## Video musicale
Il video musicale viene pubblicato sul canale Youtube dell'artista il 4 febbraio 2013. Il video è anche un simbolo di gratitudine dell'artista nei confronti del suo pubblico che è protagonista dello stesso video: registrato su un palco, i fan si alternano cantando i versi della canzone.

## Produzione e formazione
- Biagio Antonacci – Voce, produzione artistica, arrangiamenti
- Michele Canova Iorfida – Registrazione presso il Kaneepa Studio Milano, produzione artistica, arrangiamenti, produzione ritmica e tastiere,
- Davide Tagliapietra – Chitarre acustiche, chitarre elettriche, chitarre a 12 corde, basso e batteria
- Christian Riganò – Pianoforte, rhodes, organo hammond e synth
- Simone Deusanio – Viola, violino e violino elettrico